# 2684 Douglas
2684 Douglas eller 1981 AH1 är en asteroid i huvudbältet som upptäcktes den 3 januari 1981 av den amerikanske astronomen Norman G. Thomas vid Anderson Mesa Station. Den har fått sitt namn efter upptäckarens bror Douglas B. Thomas.
Asteroiden har en diameter på ungefär 15 kilometer och den tillhör asteroidgruppen Eos.